# Antoine Le Waitte

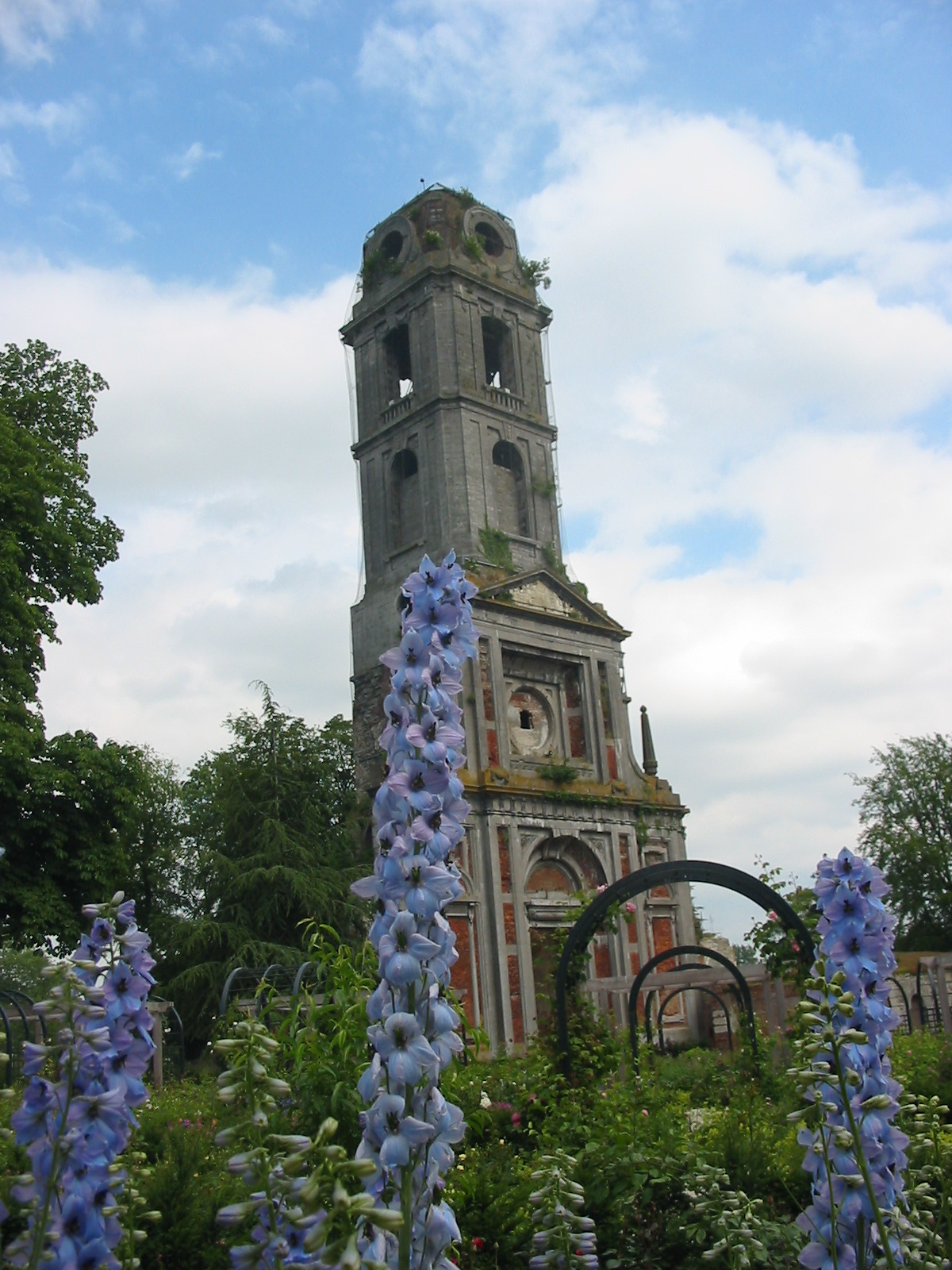
Voormalige abdij van Cambron, thans in Park Pairi Daiza

Antoine Le Waitte ('s-Gravenbrakel, 1597 of 1600 – Cambron, 4 oktober 1677) was cisterciënzer abt van Moulins (1640-1662) en Cambron (1662-1677), in de Oostenrijkse Nederlanden.

## Levensloop
Le Waitte groeide op in ’s-Gravenbrakel, in het Oostenrijks graafschap Henegouwen. Zijn vader was Philippe Le Waitte, heer van Recques. Le Waitte studeerde filosofie aan de Universiteit van Leuven en trad in als cisterciënzer monnik in de abdij van Cambron, een rijke abdij in Henegouwen. Le Waitte studeerde verder theologie aan de Universiteit van Dowaai. In de abdij werkte hij als bibliothecaris waarbij hij zijn kennis van het Latijn perfectioneerde.
Vanaf 1638 was hij geestelijk adviseur bij de cisterciënzers van de abdij van Beaupré. In 1639 werd hij bevorderd tot prior van zijn abdij in Cambron. Dit was met het oog op een verdere bevordering tot abt van Cambron, gezien het feit dat abt Jean Coene stervende was. Na de dood van Coene ging de benoeming evenwel naar een andere monnik. Als troostprijs kreeg hij de mijter van abt van Moulins (graafschap Namen), in het huidige Anhée. Le Maitte was abt van Moulins van 1640 tot 1662. 
In 1662 lukte het hem abt te worden van Cambron, een ambt dat hij bekleedde tot zijn dood in 1677. In deze functie publiceerde hij meerdere geestelijke geschriften en redevoeringen. Hij werd begraven in de abdijkerk van Cambron (1677).

## Werken
De volgende werken zijn bekend van Le Waitte. Ze zijn alle geschreven in het Latijn. 
- Dominus Thomas Aquinas, Salomoni par et supra: oratio habita die ipsius sacra, Nones Mart. 1666, Montibus Hannoniae, in conventu fratrorum praedicatorum (Parijs, 1669). Voordracht bij de dominicanen in Bergen.
- Domini Thomae Aquinatis principatus theologicus ad ritum priscum scriptus. (Parijs, 1670). Oudere voordracht bij de dominicanen in Namen, in de periode dat hij nog abt van Moulins was.
- Bernardus priscorum patrum ultimus, sanctissimus et sapientissimus doctor laudatus et DD. Samuelis et Davidis comparatione illustratus (Parijs, 1672). Levensbeschrijving over Bernardus van Clairvaux, heilige van de orde der cisterciënzers.
- Historiae Camberonensis pars prior, sive Diva Camberonensis a Judaeo perfido quinquies icta et cruentata, duobus distincta libris (Parijs, 1672). In dit werk opgedragen aan koningin Maria-Theresia van Frankrijk, beschrijft op antisemitische wijze de schending van het Heilig Sacrament in de abdij van Cambron. De uitgever in Parijs voegde aan de titel toe ‘pars prior’ of eerste deel, om Le Waittre te verplichten een 2e deel te schrijven.[1]

Niet gepubliceerd zijn: Vallis Lacrymarum (3 delen); Prosopopeia alsook voordrachten gehouden in de abdij van Cambron.
- Bibliothèque nationale de France: cb167343896 (data)
- Gemeinsame Normdatei: 139412727
- International Standard Name Identifier: 0000 0000 7209 3526
- Système universitaire de documentation: 243120230
- Virtual International Authority File: 101155534
- WorldCat: E39PBJv8DMk4bFFjKMRQMyymVC